# Campionati europei di sollevamento pesi 1897
I Campionati europei di sollevamento pesi 1897, 2ª edizione della manifestazione, si svolsero a Vienna l'11 novembre 1897.

## Formula
La formula prevedeva gare di resistenza basate su:
- un'alzata a strappo con una mano;
- sollevamento simultaneo di due manubri in una mano ciascuno;
- sollevamento di pesi separati;
- sollevamento di un bilanciere;
- sollevamento a oltranza a due mani su pesi di circa 100 kg.[2]

## Resoconto
Si disputarono in formato "Open", senza limiti di peso. Vinse l'austriaco Wilhelm Türk e al secondo posto si classificò un altro austriaco, Eduard Binder. Non si conosce il nome del terzo classificato.

## Risultati
| Evento | Oro          | Oro   | Argento       | Argento | Bronzo | Bronzo |
| ------ | ------------ | ----- | ------------- | ------- | ------ | ------ |
| Open   | Wilhelm Türk | 569,3 | Eduard Binder | 414,8   | –      | –      |

## Medagliere
| Posiz. | Nazione | Oro | Argento | Bronzo | Totale |
| ------ | ------- | --- | ------- | ------ | ------ |
| 1      | Austria | 1   | 1       | 0      | 2      |
| Totale | Totale  | 1   | 1       | 0      | 2      |